# 安娜·温莎
安娜·温莎（英語：Anna Windsor，1976年5月17日—），澳大利亚女子游泳运动员，主攻自由泳。她曾代表澳大利亚参加1994年和1998年英联邦运动会游泳比赛，获得二枚金牌，均来自接力项目。